# Nikki Baggerman
Nikki Baggerman (Monster, 17 oktober 1997) is een Nederlands voetballer die doorgaans als middenvelder speelt. Hij debuteerde in 2016 in het betaald voetbal in het shirt van RKC Waalwijk.

## Carrière
Baggerman speelde tot 2016 in de jeugd van ADO Den Haag. Na een stage bij West Bromwich Albion vertrok hij naar RKC Waalwijk. Hiervoor debuteerde hij op 20 september 2016, in de met 0-3 gewonnen wedstrijd in het toernooi om de KNVB beker uit tegen EVV. Hij kwam in de 75e minuut in het veld voor Philippe van Arnhem. In 2019 promoveerde Baggerman met RKC naar de Eredivisie. Omdat hij in de Eredivisie niet in actie kwam, werd hij de tweede helft van het seizoen 2019/20 verhuurd aan SV TEC, waarmee hij vijf wedstrijden in de Tweede divisie speelde. In 2020 werd het contract van Baggerman bij RKC in goed overleg ontbonden, en sloot hij bij FC Dordrecht aan.

### Statistieken
| Seizoen        | Club           | Land           | Competitie     | Competitie | Competitie | Beker | Beker | Totaal | Totaal |
| Seizoen        | Club           | Land           | Competitie     | Wed.       | Dlp.       | Wed.  | Dlp.  | Wed.   | Dlp.   |
| -------------- | -------------- | -------------- | -------------- | ---------- | ---------- | ----- | ----- | ------ | ------ |
| 2016/17        | RKC Waalwijk   | Nederland      | Eerste divisie | 2          | 0          | 1     | 0     | 3      | 0      |
| 2017/18        | RKC Waalwijk   | Nederland      | Eerste divisie | 32         | 0          | 3     | 0     | 35     | 0      |
| 2018/19        | RKC Waalwijk   | Nederland      | Eerste divisie | 19         | 1          | 2     | 1     | 21     | 2      |
| 2019/20        | RKC Waalwijk   | Nederland      | Eredivisie     | 0          | 0          | 0     | 0     | 0      | 0      |
| 2020/21        | FC Dordrecht   | Nederland      | Eerste divisie | 22         | 0          | 1     | 0     | 23     | 0      |
| Carrièretotaal | Carrièretotaal | Carrièretotaal | Carrièretotaal | 75         | 1          | 7     | 1     | 82     | 2      |